# Edward Collier
Edward Collier fue un bucanero inglés que se desempeñó como segundo al mando de Sir Henry Morgan durante gran parte de sus expediciones contra España a mediados del siglo XVII.

## Biografía
Al mando del Oxford  de 34 cañones uno de los barcos que participaron en la incursión de Sir Henry Morgan en Portobello en 1668, con una comisión como cazador de piratas antes de fin de año. finalmente capturó al Capitán la Veven y su barco, el Satisfaction.
Se unió a Henry Morgan en sus incursiones posteriores en Maracaibo y Gibraltar, Venezuela, una explosión a bordo de su barco mataría a muchos de los oficiales de la expedición antes de que su barco se hundiera. Según los informes, abatido por la pérdida de su barco, Collier dejó la flota y se le permitió tomar el mando del Satisfaction y pasó los siguientes 18 meses frente a la costa mexicana.
Finalmente, le persuadieron para que se uniera a Morgan mientras planeaba su incursión a Ciudad de Panamá en septiembre de 1670 y fue nombrado vicealmirante de la expedición. Mientras se preparaba la expedición, se ordenó a Collier que navegara con seis barcos a Venezuela para obtener provisiones y otros suministros, así como para recopilar información de los lugareños.
Al llegar a Ríohacha, capturó el bastión español local y, según los informes, torturó a sus cautivos para revelar dónde se encontraban los 200.000 pesos en oro de la ciudad. Sin embargo, muchos de los prisioneros murieron en cautiverio sin revelar el paradero del tesoro de la ciudad y, luego de exigir provisiones a la población local, Collier abandonó Ríohacha y se reincorporó a la flota de Morgan a principios de diciembre.
En el momento de su llegada a Panamá en enero de 1671, Collier dirigió con éxito el ala izquierda del asalto para capturar la ciudad. Procediendo a saquear la ciudad, Collier (o uno de los piratas bajo su mando) asesinó a un fraile franciscano antes de su regreso a Port Royal.
La redada en Panamá condujo al arresto de Morgan después de su llegada a Port Royal. Morgan fue liberado más tarde, y ni Collier ni nadie más parecía estar sujeto a arresto por parte de las autoridades coloniales. Más tarde se convirtió en un granjero adinerado que se retiró a sus 1000 acres (4 km²) de una  plantación en Jamaica, que le fue regalada en 1668. Pasaría sus últimos años preparando defensas contra una posible invasión extranjera contra Jamaica hasta su muerte.

## Otras lecturas
- Haring, Clarence Henry. Los Bucaneros en las Indias Occidentales en el Siglo XVII . Methuen, 1910.
- Morris, Mowbray. Cuentos del Principal Español . Editorial Kessinger, 2005.ISBN 1-4179-5373-X
- Rogozinski, enero. ¡Piratas!: bandoleros, bucaneros y corsarios en realidad, ficción y leyenda . Nueva York: Da Capo Press, 1996.ISBN 0-306-80722-X